# Hans Thomson
Hans Thomson (ur. 14 czerwca 1888 w Offenbach am Main, zm. 23 maja 1963 tamże) – szermierz reprezentujący Cesarstwo Niemieckie, uczestnik letnich igrzysk olimpijskich w 1912 oraz 1928 roku.
Jego brat-bliźniak Julius Thomson również uczestniczył w letnich igrzyskach olimpijskich w 1912 i 1928 jako szermierz. 